# Tommy Berden
Tommy Berden (* 22. April 1979 in Hilversum) ist ein ehemaliger niederländischer Squashspieler.

## Karriere
Tommy Berden war von 1997 bis 2005 auf der PSA World Tour aktiv und konnte sieben Titel gewinnen, darunter die Australian Open und die Motor City Open. Im Januar 2002 erreichte er mit Rang 22 seine beste Platzierung in der Weltrangliste. In den Jahren 2001 und 2003 bis 2005 wurde er insgesamt viermal niederländischer Meister. Zwischen 2002 und 2004 nahm er an drei Weltmeisterschaften teil. 2002 scheiterte er in der ersten Runde, während er im Jahr darauf nach zwei Siegen das Achtelfinale erreichte. Dort unterlag er Thierry Lincou. Beim Turnier 2004 erreichte er über die Qualifikation die Hauptrunde und verlor seine Auftaktpartie gegen David Palmer. Mit der niederländischen Nationalmannschaft nahm er an mehreren Europameisterschaften sowie unter anderem an den Weltmeisterschaften 2001 und 2003 teil.
Er ist seit 2006 mit der Squashspielerin Natalie Grinham verheiratet, das Paar hat drei gemeinsame Söhne. Von 2014 an war er Geschäftsführer der Women’s Squash Association. Als diese in der Professional Squash Association aufging, wurde er als Chief Commercial Officer Teil der Geschäftsführung.

## Erfolge
- Gewonnene PSA-Titel: 7
- Niederländischer Meister: 4 Titel (2001, 2003–2005)